# Nacho Martínez
Ignacio Martínez Navia-Osorio (Mieres, 8 luglio 1952 – Oviedo, 24 luglio 1996) è stato un attore spagnolo.

## Biografía
Iniziò la carriera cinematografica con Tasio, film diretto da Montxo Armendáriz nel 1984. Il personaggio per cui viene maggiormente ricordato è quello del torero Diego in Matador, di Pedro Almodóvar, in cui recitava accanto ad un giovanissimo Antonio Banderas.
Recitò anche in La legge del desiderio (1987) e in Tacchi a spillo (1991), sempre di Almodóvar.
Candidato nel 1986 al premio Fotogramas de Plata como miglior attore cinematografico, recitò con Ángela Molina in La mitad del cielo, di Manuel Gutiérrez Aragón, ed ebbe un piccolo ruolo nel cult-movie Il viaggio in nessun luogo, di Fernando Fernán Gómez.
Fu anche molto attivo nel doppiaggio, tanto nel cinema che nei cartoni animati. In televisione partecipò, fra le tante, a Los pazos de Ulloa, di Gonzalo Suárez e a Los jinetes del alba, di Vicente Aranda, oltre che a El olivar de Atocha accanto a Enriqueta Carballeira.
Morì giovane, a soli 44 anni, dopo una lunga malattia, che sicuramente troncò la carriera di uno degli attori spagnoli più rappresentativi degli anni ottanta.
Nel 2006 fu ricordato nella XX edición de los Premios Goya. Il Festival Internacional de Cine de Gijón concede un Premio Nazionale di Cinematografia intitolato a Nacho Martínez; questo premio fu concesso nel 2005 ad Assumpta Serna, che recitò con lui in Matador.

## Filmografia
- Mi nombre es sombra, regia di Gonzalo Suárez (1996)
- La fiebre del oro, regia di Gonzalo Herralde (1993)
- Tacchi a spillo, regia di Pedro Almodóvar (1991)
- La viuda del capitán Estrada, regia di José Luis Cuerda (1991)
- A solas contigo, regia di Eduardo Campoy (1990)
- El anónimo... ¡vaya papelón!, regia di Alfonso Arandia (1990)
- Los días del cometa, regia di Luis Ariño (1989)
- La legge del desiderio (La ley del deseo), regia di Pedro Almodóvar (1987)
- Adiós pequeña, regia di Imanol Uribe (1986)
- Il viaggio in nessun luogo (El viaje a ninguna parte), regia di Fernando Fernán Gómez (1986)
- Matador, regia di Pedro Almodóvar (1986)
- Amarga amargura, regia di Domingo Sánchez (1986)
- La mitad del cielo, regia di Manuel Gutiérrez Aragón (1986)
- Caso cerrado, regia di Juan Caño Arecha (1985)
- Extramuros, regia di Miguel Picazo (1985)
- Hierro dulce, regia di Francisco Rodríguez Gordillo (1984)
- Tasio, regia di Montxo Armendáriz (1984)

## Televisione
- Historias del otro lado (1996)
- Un día volveré, di Francesc Betriu (1993)
- Para Elisa, di José Antonio Arévalo y Pascual Cervera (1993)
- Los jinetes del Alba, di Vicente Aranda (1990)
- La huella del crimen 2: El crimen de Perpignán, di Rafael Moleón (1990)
- El olivar de Atocha, di Carlos Serrano (1988)
- Los pazos de Ulloa, di Gonzalo Suárez (1985)

## Premio Nacional de Cinematografía Nacho Martínez
- 2011, Montxo Armendáriz
- 2010, Charo López
- 2009, Ángela Molina
- 2008, Mercedes Sampietro
- 2007, Marisa Paredes
- 2006, Maribel Verdú
- 2005, Assumpta Serna
- 2004, Eusebio Poncela
- 2003, Gonzalo Suárez
- 2002, Juan Echanove